# Smart Card Open Monet+ 2011
Lo Smart Card Open Monet+ 2011 è stato un torneo professionistico di tennis femminile giocato sulla terra rossa. È stata la 5ª edizione del torneo, che fa parte dell'ITF Women's Circuit nell'ambito dell'ITF Women's Circuit 2011. Si è giocato a Zlín in Repubblica Ceca dal 6 al 12 giugno 2011.

## Partecipanti

### Teste di serie
| Nazionalità | Giocatrice               | Ranking* | Testa di serie |
| ----------- | ------------------------ | -------- | -------------- |
| Russia      | Ksenija Pervak           | 87       | 1              |
| Austria     | Patricia Mayr-Achleitner | 112      | 2              |
| Russia      | Ekaterina Ivanova        | 150      | 3              |
| Ucraina     | Julija Bejhel'zymer      | 177      | 4              |
| Polonia     | Magda Linette            | 180      | 5              |
| Bulgaria    | Elica Kostova            | 189      | 7              |
| Romania     | Alexandra Cadanțu        | 192      | 8              |
| Canada      | Heidi El Tabakh          | 193      | 6              |

- Ranking al 23 maggio 2011.

### Altre partecipanti
Giocatrici che hanno ricevuto una wild card:
- Denisa Allertová
- Katerina Klapková
- Katerina Kramperová
- Martina Kubíčiková

Giocatrici che sono passate dalle qualificazioni:
- Yuliya Kalabina
- Zuzana Luknárová
- Lina Stančiūtė
- Zuzana Zlochová
- Diāna Marcinkēviča (Lucky Loser)

## Campionesse

### Singolare
Patricia Mayr-Achleitner ha battuto in finale  Ksenija Pervak con il punteggio di 6–1, 6–0

### Doppio
Julija Bejhel'zymer /  Margalita Chakhnašvili hanno battuto in finale  Réka-Luca Jani /  Katalin Marosi con il punteggio di 3–6, 6–1, [10–8]